# Puebla de Guzmán
Puebla de Guzmán és un poble de la província de Huelva (Andalusia), que pertany a la comarca d'El Andévalo. Limita al Nord amb Paymogo i Santa Bárbara de Casa.

## Demografia
| 1996 | 1998 | 1999 | 2000 | 2001 | 2002 | 2003 | 2004 | 2005 | 2006 |
| ---- | ---- | ---- | ---- | ---- | ---- | ---- | ---- | ---- | ---- |
| 3215 | 3210 | 3191 | 3140 | 3190 | 3100 | 3095 | 3171 | 3194 | 3200 |